# Booyah (singolo)
Booyah è un singolo prodotto dai dj olandesi Showtek con We Are Loud in collaborazione con il cantante Sonny Wilson. È stata rilasciata il 19 agosto 2013 tramite Spinnin' Records ed il 18 ottobre seguente tramite Polydor.
Il brano ha raggiunto la posizione 5 della UK Chart e la prima della UK Chart Dance; si è piazzato secondo nella US Chart Dance ed in quelle australiana e scozzese, quarto in Polonia e sesto nel Belgio vallone.

## Video musicale
Il video ufficiale del singolo, pubblicato Il 17 settembre 2013 tramite il canale YouTube della Spinnin' Records e dalla durata di 4 minuti e 14 secondi, ha ottenuto più di 160 milioni di visualizzazioni, diventando uno dei più visti per l’etichetta discografica olandese. Nel video ci sono due ragazzini che escono di casa per andare a scuola, ma, dopo le raccomandazioni della madre, si cambiano i vestiti eleganti indossando una t-shirt bianca con la scritta “BOOYAH” sul petto, pronti per marinare le lezioni. Aggirandosi per le vie della città con uno stereo ad alto volume, i due danno fastidio ai passanti o agli esercenti convinti che la loro musica sia di gradimento. Dopo aver giocato a basket con dei ragazzi più grandi, i due si dirigono in metropolitana dove alzano il volume del loro stereo; i pendolari, inizialmente infastiditi, cominciano a ballare trasformando il vagone della metropolitana in una discoteca. Al rientro, i due comprano dei fiori da regalare alla madre e si cambiano, dimenticandosi, però, le scarpe da ginnastica.

## Remixes
L'8 novembre 2013 è stato pubblicato, tramite Spinnin' Records, un EP in formato digitale contenente 4 remix ufficiali del brano originale. Il 2 novembre 2018, poi, sempre tramite l'etichetta olandese, è uscito il secondo EP contenente altri 3 remix ufficiali.

## Tracce
Download digitale
1. Booyah – 5:11
2. Boyaah (Radio Edit) – 3:35

Download digitale – Remixes
1. Booyah (Cash Cash Remix) – 5:07
2. Booyah (Lucky Date Remix) – 4:15
3. Booyah (Brooks Remix) – 6:37
4. Booyah (JP Candela & Alexander Som Remix) – 6:53
5. Booyah (Breathe Carolina Remix) – 3:53
6. Booyah (Lowriderz Remix) – 3:23
7. Booyah (TNT Aka Technoboy 'N' Tunesboy Remix) – 3:37